# Histosol

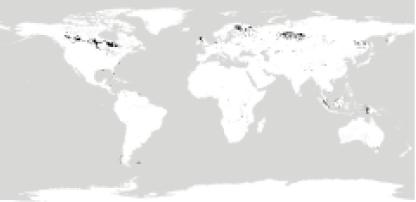
Gli Histosol nel mondo.

L'ordine degli Histosol, detti anche istosuoli, indicato con il suffisso ist, è uno dei dodici ordini della tassonomia del suolo secondo USDA.

## Caratteristiche
Questi suoli sono caratterizzati dall'alto contenuto in sostanza organica, a vari livelli di decomposizione, nei primi orizzonti (come regola, i primi 80 cm devono essere composti di carbonio organico per più del 50% in volume); questo alto contenuto in sostanza organica provoca in questi suoli valori di densità apparente molto bassi, fino addirittura a 0,1 t/m3.
I più tipici Histosol sono i suoli torbosi, in situazioni che presentano drenaggio difficile, anche se all'interno di questo ordine si sistemano suoli sviluppatisi in ambienti ben drenati. Dal momento che anche molti Gelisol si sviluppano in ambienti mal drenati, una condizione indispensabile perché un suolo rientri nell'ordine degli Histosol è la totale assenza di permafrost.
Si tratta di suoli generalmente poveri, spesso mal drenati; possono avere pH acido, spesso anche parecchio (in certi Histosol si scende fino a pH 3). Possono essere sfruttati a fini agronomici con larghe rese previa bonifica, in quanto ricchi di sostanza organica humificata (humus), che in seguito ad opere di drenaggio si compatta e si decompone in maniera disordinata.

## Sottordini

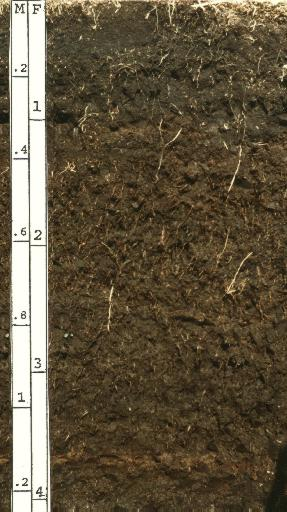
Profilo di un Histosol.

L'ordine si divide in quattro sottordini:
- Folist: Histosol saturi di acqua per meno di 30 giorni cumulativi all'anno;
- Fibrist: il materiale organico è solo leggermente decomposto;
- Hemist: Histosol con materiale organico moderatamente decomposto;
- Saprist: qui il materiale organico è pressoché completamente decomposto.

### Folist
Questo sottordine designa quei suoli dell'ordine degli Histosol in cui si ha saturazione per meno di 30 giorni cumulativi all'anno, sempre considerando un anno normale.
La componente derivante da fibre vegetali può giacere su un substrato roccioso oppure su di un sedimento grossolano, del quale può totalmente o parzialmente riempire i vuoti.
I Folist si osservano a varie latitudini, generalmente in climi umidi anche se alcuni sono soggetti a regime di umidità aridico o ustico.
Il sottordine dei Folist si divide in quattro grandi gruppi:
- Cryofolist: i Folist di ambienti freddi, con regime di temperatura cryico; non si osserva mai permafrost. Supportano frequentemente vegetazione forestale a conifere.
- Torrifolist: i Folist a regime di umidità aridico.
- Udifolist: i Folist a regime di umidità udico o perudico.
- Ustifolist: i Folist a regime di umidità ustico o xerico.

### Fibrist
Il sottordine dei Fibrist designa quei suoli dell'ordine degli Histosol in cui la sostanza organica è poco o niente decomposta: l'origine dei residui vegetali che lo compongono può essere determinata abbastanza agevolmente (fibric Histosol).
Inoltre, nei Fibrist si osserva saturazione idrica per più di 30 giorni cumulativi all'anno (si ricadrebbe altrimenti nel sottordine dei Folist); una buona parte, anzi, vede condizioni di saturazione per gran parte di un anno normale.
I Fibrist si osservano a quasi tutte le latitudini, ovviamente in zone depresse o tutt'al più pianeggianti; supportano generalmente vegetazione naturale e pochi sono acquisiti all'attività agricola. Quando questo succede, può darsi che la velocità della decomposizione delle fibre costituenti aumenti o diminuisca; nel primo caso, la transizione verso i sottordini degli Hemist o dei Saprist sarà accelerata.
Il sottordine si divide in tre grandi gruppi:
- Cryofibrist: i Fibrist freddi, con regime di temperatura cryico. Anche se certi suoli possono gelare, non si osserva permafrost, che causerebbe l'assegnazione del suolo all'ordine dei Gelisol.
- Sphagnofibrist: è un grande gruppo relativamente particolare, che include i suoli del sottordine dei Fibrist costituiti per la maggior parte (almeno il 75% in volume nei primi 90 cm, oppure fino ad un contatto litico, densico o paralitico) da fibre di Sphagnum. Possono avere differenti regimi termici, ma generalmente sono piuttosto freddi.
- Haplofibrist: I Fibrist "tipici", non freddi né dominati dalle fibre di Sphagnum.

### Hemist
Il sottordine degli Hemist designa i suoli dell'ordine degli Histosol in cui la sostanza organica si trova a un livello di decomposizione medio; l'origine dei residui vegetali può essere determinata parzialmente e con difficoltà.
Gli Hemist sono inoltre saturati per più di 30 giorni cumulativi all'anno (ricadrebbero altrimenti nel sottordine dei Folist); una buona parte, anzi, vede condizioni di saturazione per gran parte di un anno normale.
Si osservano a quasi tutte le latitudini, in zone depresse o tutt'al più pianeggianti; supportano generalmente vegetazione naturale e pochi sono drenati artificialmente e acquisiti all'attività agricola.
Il sottordine degli Hemist si divide in cinque grandi gruppi:
- Sulfohemist: gli Hemist che presentano un orizzonte sulfurico nei primi 50 cm di profondità. L'ossidazione dei materiali sulfidici che produce l'orizzonte sulfurico genera suoli molto acidi, tossici per molte piante.
- Sulfihemist: gli Hemist in cui si osservano materiali sulfidici entro il primo metro di profondità: sono suoli potenzialmente molto acidi. Se artificialmente drenati possono sviluppare un orizzonte sulfurico e ricadere così nel grande gruppo dei Sulfohemist. Questi suoli si possono trovare nelle paludi costiere o nel delta dei fiumi che trasportano sedimenti non carbonatici.
- Luvihemist: sono gli Hemist in cui si osserva uno strato di almeno 2 cm di spessore in cui più della metà del volume è costituito da materiali humilluvici; sono suoli tendenzialmente acidi che sono generalmente stati sottoposti a sfruttamento agricolo per molto tempo. Dal momento che questi suoli non si rinvengono negli Stati Uniti, si può dire che siano un tentativo di "venire incontro" ad altre nazioni che scelgono di utilizzare la tassonomia del suolo secondo USDA per la classificazione dei loro suoli.
- Cryohemist: gli Hemist freddi, con regime di temperatura cryico. Anche se certi suoli possono gelare, non si osserva permafrost, che causerebbe l'assegnazione del suolo all'ordine dei Gelisol; la gran parte supporta vegetazione forestale a conifere.
- Haplohemist: gli ortotipi. Sono saturi d'acqua per più di 30 giorni cumulativi all'anno (spesso molto di più). Anche in questi suoli, un eventuale sfruttamento agricolo può aumentare la velocità di decomposizione, facendo tendere questi suoli verso il sottordine dei Saprist o addirittura facendoli diventare suoli minerali.

### Saprist
Sono gli Histosol in cui la sostanza organica si trova a un livello molto avanzato di decomposizione; l'origine dei residui vegetali può essere determinata con molta difficoltà.
Analogamente agli Hemist e ai Fibrist, i Saprist sono saturati d'acqua per più di 30 giorni cumulativi all'anno (ricadrebbero altrimenti nel sottordine dei Folist). A differenza degli altri sottordini, però, sono normalmente non saturi per un certo periodo dell'anno, sufficiente per consentire un buon livello di ossigeno libero nel profilo che consente così un attacco microbiologico ai residui vegetali; non a caso, infatti, se degli Hemist o dei Fibrist vengono drenati artificialmente si trasformano in tempo relativamente breve in Saprist.
I Saprist hanno una densità apparente relativamente più elevata degli altri Histosol (0,2 t/m3).
Il sottordine dei Saprist si divide in quattro grandi gruppi:
- Sulfosaprist: i Saprist che presentano un orizzonte sulfurico nei primi 50 cm di profondità. L'ossidazione dei materiali sulfidici che produce l'orizzonte sulfurico genera suoli molto acidi, tossici per molte piante.
- Sulfisaprist: i Saprist in cui si osservano materiali sulfidici entro il primo metro di profondità: sono suoli potenzialmente molto acidi. Se artificialmente drenati possono sviluppare un orizzonte sulfurico e ricadere così nel grande gruppo dei Sulfosaprist. Questi suoli si possono trovare nelle paludi costiere o nel delta dei fiumi che trasportano sedimenti non carbonatici.
- Cryosaprist: i Saprist freddi, con regime di temperatura cryico. Anche se certi suoli possono gelare, non si osserva permafrost, che causerebbe l'assegnazione del suolo all'ordine dei Gelisol; la gran parte supporta vegetazione forestale a conifere.
- Haplosaprist: gli ortotipi. Sono saturi d'acqua per più di 30 giorni cumulativi all'anno (spesso molto di più). Anche in questi suoli, un eventuale sfruttamento agricolo può aumentare la velocità di decomposizione, facendoli diventare suoli minerali; parecchi di questi suoli sono stati acquisiti all'agricoltura.